# Stuart Price

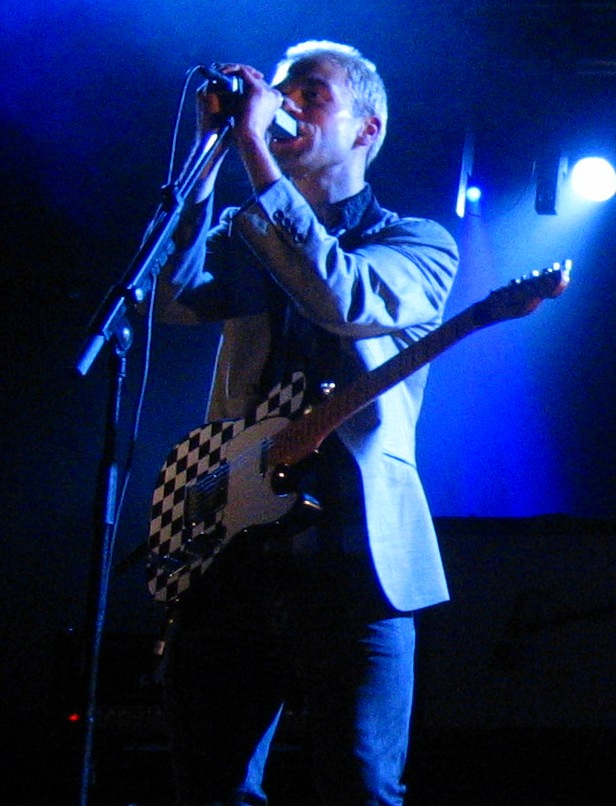
Stuart Price in 2008

Stuart Price (North Yorkshire, 9 september 1977) is een Britse muzikant, songwriter en producer. Hij heeft samengewerkt met een groot aantal artiesten, onder wie Madonna, New Order, Kylie Minogue, Take That, The Killers, Pet Shop Boys, Scissor Sisters, Seal en Keane. Ook bracht hij zelf muziek uit als Les Rythmes Digitales, als lid van de pop-rockband Zoot Woman en onder het pseudoniem Jacques Lu Cont. Price is ook volop actief als remixer. Zijn remixes verschijnen onder namen als Thin White Duke, Man With Guitar, Paper Faces, SDP en TWD, maar ook als Jacques Lu Cont en onder zijn echte naam.

## Achtergrond
Stuart Price groeide op in Reading. Naar eigen zeggen hoorde hij als kind alleen klassieke muziek, totdat hij het album Dare van The Human League ontdekte. Ook is hij groot fan van de Pet Shop Boys. Hij kocht zijn eerste synthesizer om liedjes als West End Girls te kunnen spelen. Het werk van Price laat duidelijke invloeden uit de jaren 80 horen.

## Releases
De eerste release van Price is het nummer Jacques Your Body (Make Me Sweat), dat in 1996 verscheen en opnieuw in 1999. Het nummer bereikt plaats #60 in de UK Singles Chart. In 2005 wordt het nummer gebruikt in een reclame voor de Citroën C4. Het verschijnt opnieuw en bereikt #9 in de hitlijst.
In 1996 verscheen ook het debuutalbum Libération van Les Rythmes Digitales, gevolgd door Darkdancer in 1999. Daarop staat ook het nummer Sometimes, waaraan zanger Nik Kershaw zijn medewerking verleent. Met zijn rockband Zoot Woman heeft Price diverse albums uitgebracht: Living in a Magazine (2001), Zoot Woman (2003), Things Are What They Used To Be (2009) Star Climbing (2014), Absence (2017) en het daarvan afgeleide Redesigned (2018). Als Jacques Lu Cont heeft Price twee DJ-mix-albums uitgebracht: Blueprint (2000) en Fabriclive 09 (2003).

## Als producer
Price heeft als producer en remixer voor een groot aantal artiesten gewerkt. Erg bekend is zijn werk voor Madonna. Price produceerde het leeuwendeel van haar album Confessions on a Dance Floor uit 2005, produceerde de muziek voor twee tournees en remixte diverse singles.
Price werkte ook herhaaldelijk samen met The Killers. Hij remixte de singles Mr. Brightside en When You Were Young, produceerde twee nummers voor hun B-kantencompilatie Sawdust en produceerde hun derde studioalbum Day & Age, waaronder de hitsingle Human. Price produceerde vervolgens een groot deel van het solo-album Flamingo van frontman Brandon Flowers en op het vierde Killers-album, Battle Born staan opnieuw twee songs die Price produceerde.
Ook met de Pet Shop Boys werkte Price herhaaldelijk samen. Hij nam de tourmuziek voor de Pandemonium (2009), Electric (2013) en Super (2016) tours voor zijn rekening en verzorgde de single-remix van het nummer Memory of the future, dat eind 2012 op single verscheen. Bovendien tekende hij voor de productie van drie opeenvolgende studioalbums: Electric (2013), Super (2016) en het nu nog titelloze album dat in januari 2020 verschijnt.
Verder produceerde Price het vijfde studioalbum van Seal, System (2007), waaraan hij ook meeschreef. Price was ook een van de producers van Perfect Symmetry, het derde album van Keane, uitgebracht in 2008. Het album Night Work (2010) van de Scissor Sisters werd medegeproduceerd door Price, die datzelfde jaar als producent ook het album Aphrodite van Kylie Minogue overzag. Ook was Price in 2010 producer van het album Progress van Take That. In 2011 werkte Price als producer mee aan het album Killer Sounds van de Brise indierockband Hard-Fi. In mei 2012 verscheen het vierde album van de Scissor Sisters, Magic Hour, met daarop twee producties van Price. 

## Remixes
Naast zijn eigen releases en werk als producent, wordt Price ook veelvuldig gevraagd om nummers te remixen. Voor Coldplay remixte hij Talk, Viva La Vida en Charlie Brown, voor Depeche Mode maakte hij remixes van A pain that I'm used to en Wrong. Röyksopp liet Price remixes maken van What Else Is There en This Must Be It. Ook Snow Patrol (Just Say Yes) en Muse (Undisclosed Desires) schakelden zijn diensten in. Voor New Order maakte Price remixes van Jetstream en I Told You So, voor U2 remixte hij Even Better Than The Real Thing.
Zijn remix van het nummer It's My Life van No Doubt uit 2004 leverde Price een Grammy Award op. Op de lange lijst van artiesten die Price heeft geremixt, prijken onder anderen ook Katy Perry, Miike Snow, Lady Gaga, Armand van Helden, Beck, Britney Spears, Cassius, Felix Da Housecat, Fischerspooner, Frankmusik, Goldfrapp, Gwen Stefani, Missy Elliott, Placebo en Starsailor.

## Persoonlijk
Stuart Price woont met zijn vrouw (tevens manager) en twee dochters in Holland Park in Londen.
- International Standard Name Identifier: 0000 0003 7181 5023
- Library of Congress Control Number: no2010116717
- MusicBrainz: 68a6a00d-ace3-4244-8a0a-b98ab2100667
- Virtual International Authority File: 8917149068428365730002